# Melesio Morales

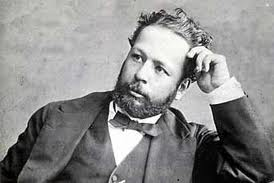
Melesio Morales

Melesio Morales (auch: Melisio Morales, * 4. Dezember 1838 in Mexiko; † 12. Mai 1908 ebenda) war ein mexikanischer Komponist.
Morales war der erste bedeutende Opernkomponist Mexikos, dessen Werke auch im Ausland Beachtung fanden. Er baute das Conservatorio Nacional de Música auf, dem er ein Orchester und einen Chor anschloss. 
Neben zehn Opern komponierte er zwei Kantaten, Orchesterwerke und zahlreiche kirchenmusikalische Werke.

## Opern
- Romeo, 1860
- Ildegonda, drama lírico, 1864
- Gino Corsini, ossia La Maledizione, 1877
- Cleopatra, 1891
- Anita, um 1900

| Personendaten    | Personendaten           |
| ---------------- | ----------------------- |
| NAME             | Morales, Melesio        |
| ALTERNATIVNAMEN  | Morales, Melisio        |
| KURZBESCHREIBUNG | mexikanischer Komponist |
| GEBURTSDATUM     | 4. Dezember 1838        |
| GEBURTSORT       | Mexiko-Stadt            |
| STERBEDATUM      | 12. Mai 1908            |
| STERBEORT        | Mexiko-Stadt            |